# Building Cities from Scratch
Building Cities from Scratch es el primer álbum de estudio de la banda de post-hardcore estadounidense Our Last Night. Fue lanzado el 12 de julio de 2005. Este fue el primer álbum sin Matthew y Tim Valich en la banda, quienes fueron reemplazados por Nick y Joey Perricone respectivamente.

## Lista de canciones
| N.º | Título                                               | Duración |  |
| 1.  | «Blankets of Bullets»                                | 3:40     |  |
| 2.  | «The Capture and the Captor»                         | 3:41     |  |
| 3.  | «Nothing Says 'I Love You' Like a Restraining Order» | 4:03     |  |
| 4.  | «Tear Her: I Will Be Revenged»                       | 4:20     |  |
| 5.  | «Part II:»                                           | 4:36     |  |
| 6.  | «Six Fists Hit Harder Than None»                     | 3:44     |  |
| 7.  | «The Truth We Can't Handle»                          | 3:58     |  |
| 8.  | «The Waiting Room»                                   | 4:57     |  |
| 9.  | «Beginnings»                                         | 5:21     |  |

## Créditos

### Our Last Night
- Trevor Wentworth - Screaming
- Matt Wentworth - Guitarra, Vocalista
- Alex "Woody" Woodrow - Bajo
- Joey Perricone - Batería
- Nick Perricone - Guitarra